# Cyfluthrin
Cyfluthrin (ISO-naam) is een insecticide dat behoort tot de groep van pyrethroïden. Dit zijn verbindingen met een structuur die gelijkt op die van pyrethrine, een insecticide van natuurlijke oorsprong.
Cyfluthrin is een mengsel van vier diastereomeren. Beta-cyfluthrin is een specifiek mengsel van cyfluthrin-isomeren, dat zijn eigen ISO-naam heeft gekregen.
Cyfluthrin is ontwikkeld door het Duitse chemieconcern Bayer en kwam in het begin van de jaren '80 van de 20e eeuw op de markt.

## Toepassingen
Cyfluthrin is een niet-systemisch insecticide met contact- en maagwerking. Cyfluthrin heeft zoals de andere pyrethroïden een neurotoxisch effect op de insecten.
Het wordt gesproeid op land- en tuinbouwgewassen ter bestrijding van o.a. bladluizen, bladvretende rupsen, kevers, witte vliegen en mineermotten. Het is echter niet selectief voor deze soorten en is ook giftig voor bijen.
Het bestaat ook als een pour-on-oplossing voor de bescherming van runderen tegen vliegen en luizen; die moet op de rug, tussen de schouders worden aangebracht. De beweging van de dieren zorgt er dan voor dat de stof verder over het lichaamsoppervlak verspreid wordt.

## Regelgeving
In de Europese Unie is cyfluthrin opgenomen in de bijlage I bij de "pesticiden"richtlijn 91/414/EEG, voor een periode tot 31 december 2013 (verlengbaar). De lidstaten van de unie mogen dus producten met deze stof erkennen. In België zijn onder andere Bayofly Pour-on voor gebruik bij runderen en Baythroid voor gebruik op land- en tuinbouwgewassen erkend.

## Toxicologie en veiligheid
Cyfluthrin is vrijwel onoplosbaar in water (ca. 2 microgram per liter). Het is niet ontvlambaar.
Cyfluthrin is giftig bij opname door de mond. Contact met de huid kan irriterende of allergische reacties veroorzaken.
Cyfluthrin wordt slechts langzaam afgebroken in de bodem of in grondwater. Het is tevens giftig voor waterorganismen.